# Optisches Institut (Benediktbeuern)

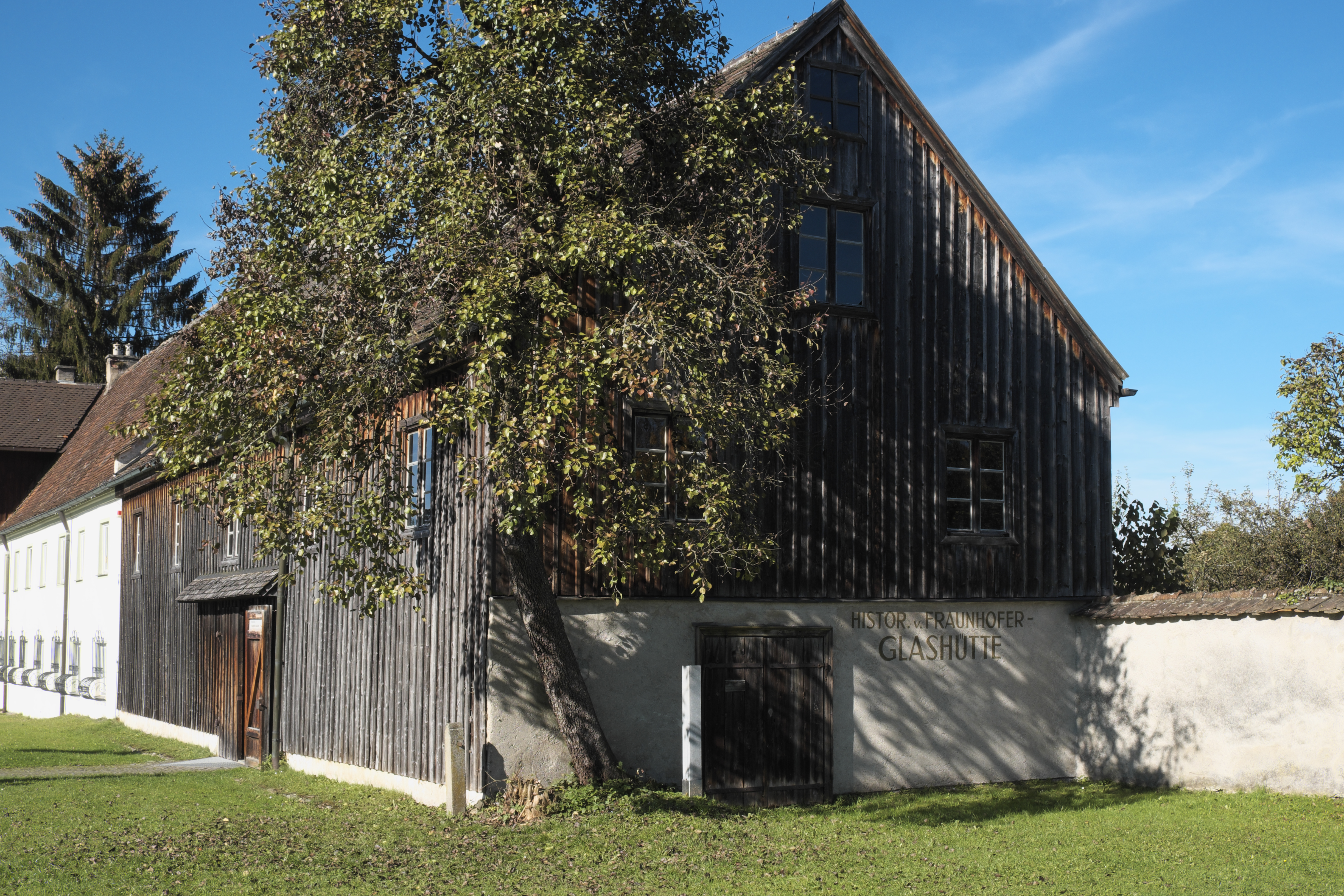
Die Glashütte des Optischen Instituts in Benediktbeuern

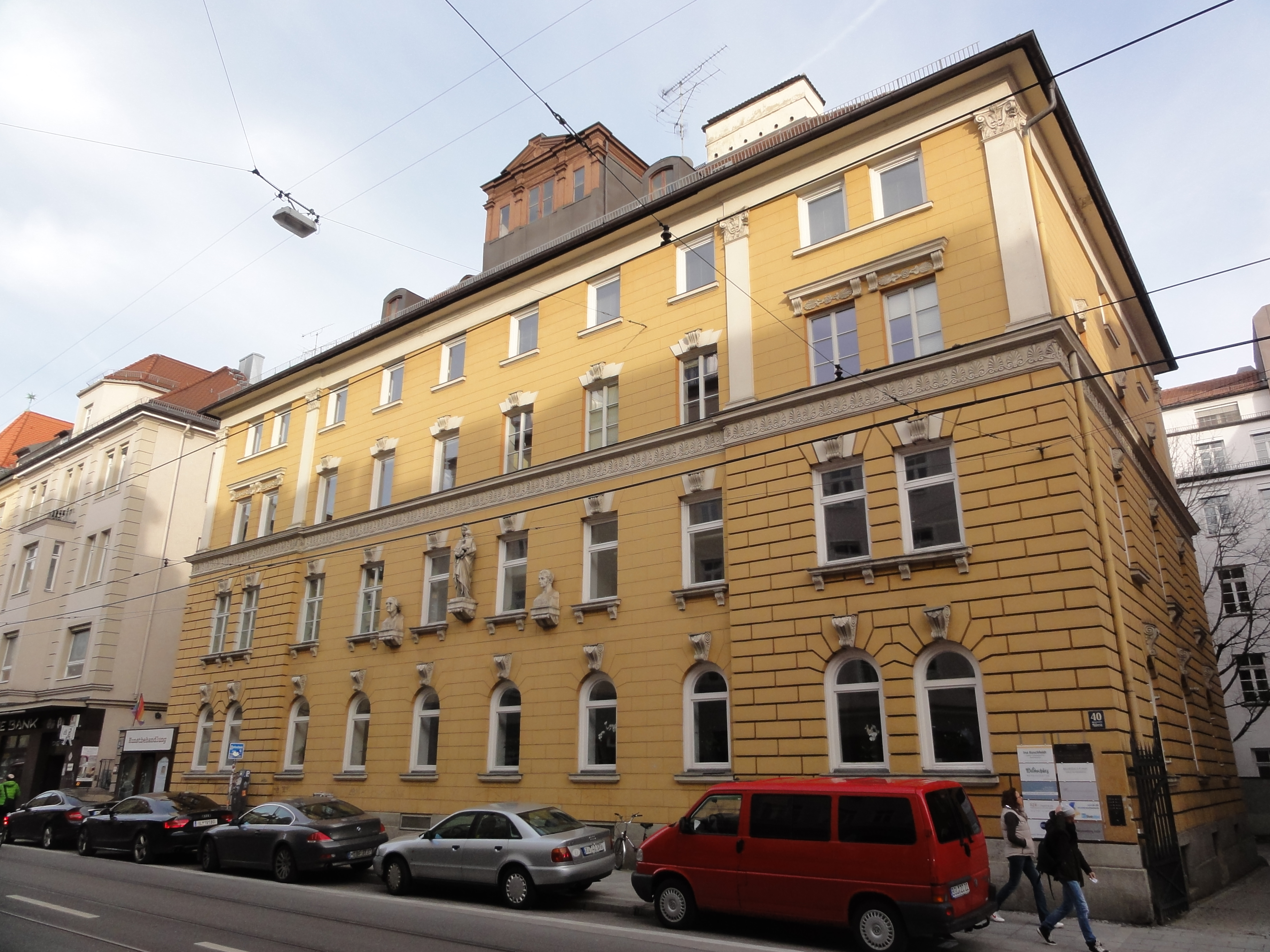
Das Optische Institut in München, Müllerstraße 40, mit Büsten von Utzschneider und Fraunhofer an der Fassade

Das Benediktbeurer Optische Institut war ein Hersteller optischer und astronomischer Instrumente. Es entwickelte sich seit dem Anfang des 19. Jahrhunderts von einer Glashütte für Optisches Glas zu einem weltweit führenden Unternehmen für den Bau der größten und leistungsstärksten Refraktoren.

## Vorgeschichte
Der junge Artilleriehauptmann Georg Reichenbach hatte seit 1802 zusammen mit Joseph Liebherr in dessen Werkstatt in München die von ihm entwickelte Kreisteilungsmaschine sowie erste Mathematische und Astronomische Instrumente hergestellt. Durch den Hofastronomen Ulrich Schiegg lernten sie den Unternehmer Joseph Utzschneider kennen, der mit ihnen 1804 das Mathematische und physikalische Institut der Herren Reichenbach, Utzschneider, und Liebherr gründete, das spätere Mathematisch-Feinmechanische Institut. Der Betrieb entwickelte sich erfolgversprechend, war aber für das erforderliche optische Glas auf Lieferungen aus England angewiesen, das oft nicht in der benötigten Qualität und Menge erhältlich war. Nachdem sich Utzschneider davon überzeugt hatte, dass die  Engländer praktisch ein Monopol auf das Glas hatten, stellte er 1806 den Schweizer Glasschmelzer Pierre-Louis Guinand als Leiter der Hütte für optisches Glas in dem kurz zuvor von ihm erworbenen säkularisierten Kloster Benediktbeuern ein, um das benötigte Kron- und Flintglas zu schmelzen, was ein komplexer und damals unzureichend verstandener Vorgang war, bei dem viel Ausschuss erzeugt wurde. Das Glas wurde an das Mathematisch-Feinmechanische Institut geliefert, wo es von dem im selben Jahr angestellten Joseph Fraunhofer unter der Aufsicht von Schiegg geschliffen und in die dort hergestellten Instrumente eingebaut wurde. Wohl aufgrund von Verständigungsproblemen gelang es Guinand jedoch nicht, in der Glashütte einen reibungslos funktionierenden Betrieb aufzubauen. 1807 vereinbarte Utzschneider daher mit ihm, dass er in München für das Mathematisch-Feinmechanische Institut arbeiten und nur zum periodischen Glasschmelzen nach Benediktbeuern fahren sollte. Auf Weisung von Utzschneider wies er den seit 1807 in Benediktbeuern tätigen Fraunhofer in die Herstellung von Korn- und Flintglas ein.

## Das Optische Institut in Benediktbeuern
Auf Anregung von Fraunhofer wurde 1809 von Utzschneider, Reichenbach und Fraunhofer das Optische Institut Utzschneider, Reichenbach und Fraunhofer in Benediktbeuern gegründet, das in den von Utzschneider gepachteten Gebäuden optisches Glas herstellte. Bis auf die weiterhin von Guinand besorgte Glasschmelze wurde es von Fraunhofer geleitet. Gleichzeitig wurde ein Vertrag zwischen dem Mathematischen und dem Optischen Institut geschlossen, wonach das Mathematische Institut seine Glasschleifmaschinen dem Optischen Institut zur Verfügung stellte und von diesem mit Glas gemäß einer Preisliste beliefert wurde. 1811 wurde Fraunhofer die Leitung des gesamten Betriebes übertragen.
Fraunhofer machte in Benediktbeuern zwischen 1809 und 1819 seine großen Entdeckungen und vor allem ein streng geheimgehaltenes Verfahren zur Herstellung von schlierenfreiem Flintglas, was die Abbildungsqualität von Linsen entscheidend verbesserte. Auf diese Weise gelang ihm sehr bald eine bedeutende Qualitätssteigerung bei der Glas- und Linsenherstellung. So war es ab 1811 möglich, immer größere Objektive für Fernrohre herzustellen und ein breit gefächertes Angebot für verschiedene Fernrohrarten als auch Mikroskope, Lupen und Operngläsern bereitzustellen. Fraunhofer erhielt in Benediktbeuern Besuch von Carl Friedrich Gauß, dem damaligen Direktor der Sternwarte Göttingen, und anderen Wissenschaftlern, aber auch von König Maximilian I. Joseph und Graf Montgelas. Für die Astronomie bedeutsam war Fraunhofers Verbesserung des einige Jahre zuvor in England erfundenen achromatischen Linsenpaares. Anstatt die beiden Linsen durch Verkittung zusammenzufügen, setzte Fraunhofer sie mit einem Luftspalt hintereinander. Dies erleichterte die Korrektur von optischen Abbildungsfehlern.
1812 schied Liebherr aus dem Mathematischen Institut aus, da er eigene, andere Instrumente herstellen wollte, und Guinand kehrte 1814 in die Schweiz zurück.
Ebenfalls 1814 führten unterschiedliche Geschäftsauffassungen zur Trennung von Reichenbach und Utzschneider. Während Utzschneider die industrielle Serienfertigung anstrebte, verfolgte Reichenbach die Einzelanfertigung möglichst perfekter und hochwertiger Spitzenprodukte. Auf Wunsch von Reichenbach schied Utzschneider 1814 aus dem Mathematischen und Reichenbach aus dem Optischen Institut aus.
Nach der Trennung von Reichenbach gründete Utzschneider 1816 das Mathematisch-mechanische Institut von Utzschneider, Liebherr et Werner, womit die Trennung vollendet war. Das Optische Institut in Benediktbeuern (Optisches Institut Utzschneider und Fraunhofer) belieferte beide, aber die Werkstatt von Utzschneider, Liebherr und Werner hatte den ersten Zugriff auf das produzierte Glas und produzierte deshalb die bessere Qualität.

## Das Optische Institut in München

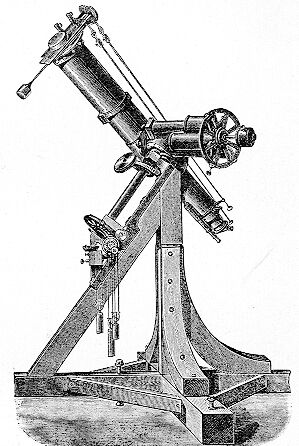
Fraunhofer Heliometer der Sternwarte Königsberg, Montierung mit Nachführ-Uhrwerk auf Holzstativ

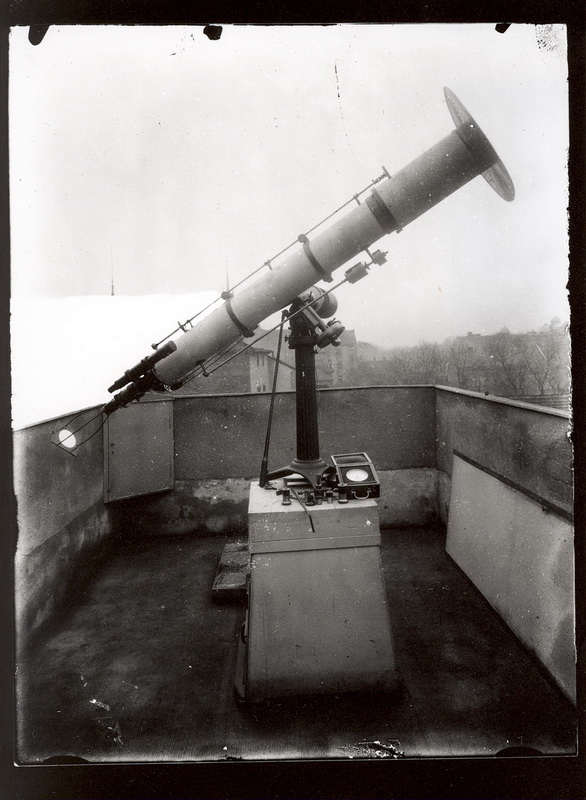
Refraktor Merz 160/1790, G. & S. Merz, München. Sternwarte von Artur Kraus in Pardubice, zwischen 1912 und 1930. Jetzt in Sternwarte Úpice.

1818 musste Utzschneider wegen finanzieller Probleme Benediktbeuern an den Staat verkaufen, nur die Kunstglashütte verblieb in seinem Besitz. Das Optische Institut zog deshalb 1819 nach München, wo es in Utzschneiders großem Neubau auf dem zugeschütteten Kapuzinergraben (am Ort des späteren Café Luitpold) etwa 40 Mitarbeiter beschäftigte und mit dem Mathematisch-mechanischen Institut von Utzschneider, Liebherr et Werner verschmolz. Liebherr schied 1823 aus, um eine eigene kleine Werkstatt zu eröffnen.
Das Optische Institut Utzschneider und Fraunhofer entwickelte sich zu dem in der Welt unangefochten führenden Unternehmen für den Bau der größten und leistungsstärksten Refraktoren. Es lieferte zum Beispiel 1824 das Fernrohr für die Sternwarte Dorpat, mit dem Struve in den folgenden Jahren seine Beobachtungen von Doppelsternen durchführte. Der Ruf des Optischen Instituts wurde allerdings überwiegend der Expertise Fraunhofers bei der Herstellung der Linsen zugeschrieben.
Nach dem frühen Tod Fraunhofers im Jahr 1826 war der 63 Jahre alte Utzschneider deshalb gezwungen, in den folgenden fünf Jahren in Benediktbeuern selbst Glas zu schmelzen, was er seit zwanzig Jahren nicht mehr gemacht hatte. Es gelang ihm aber, den allseits vorhergesagten Umsatzeinbruch weitgehend zu vermeiden. Bald nach Fraunhofers Tod beförderte er Georg Merz, der 1808 in dem Unternehmen als einfacher Arbeiter angefangen und sich zum Werkführer hochgearbeitet hatte, zum für den gesamten Betrieb verantwortlichen Werkstattleiter. Sein Stellvertreter wurde Joseph Mahler. Auf Empfehlung von Heinrich Christian Schumacher stellte er 1827 Thomas Clausen ein, der jedoch nicht seinen Erwartungen entsprach. Auch Carl August von Steinheil hatte sich mit Unterstützung seines wissenschaftlichen Mentors Friedrich Wilhelm Bessel vergeblich beworben.
Nachdem Utzschneider 1825 seinen großen Neubau verkauft hatte, musste das Optische Institut 1830 in die Müllerstr. 40 umziehen.
Während man zunächst an Dritte nur komplette Instrumente verkauft hatte, begann Utzschneider ab etwa 1832 auch gefasste und ungefasste Objektive, Lupen und andere Bauteile anzubieten. Ein wichtiger Abnehmer wurde die Firma A. Repsold & Söhne in Hamburg. Sogar englische Unternehmen wie Troughton & Simms, Ross und T. Cooke & Sons wurden Kunden von Merz, da eine zwischen 1793 und 1845 in England erhobene Glasverbrauchssteuer die Entwicklung von Linsen aus Flintglas verhinderte.

## Merz & Mahler, Nachfolger
1839 veräußerte Utzschneider das Optische Institut an Merz und Mahler. Sie kauften bald auch das Anwesen in der Müllerstraße und erwarben 1843 noch die ehemalige Utzschneidersche Glasschleife an der Ecke Blumen-/ Frauenstraße aus dem Nachlass Utzschneiders. Merz und Mahler vollendeten unter anderem das von Fraunhofer begonnene Königsberger Heliometer. 1835 installierten sie den Refraktor der Sternwarte Bogenhausen mit einem 10 ½ Zoll-Objektiv und 1839 den Refractor von 21 Fuß Länge und 14 Zoll Öffnung der Pulkowa-Sternwarte. Es folgten Aufträge u. a. für die Sternwarten von Bonn, Kiew, Washington, D.C., Cincinnati, für das Harvard-College-Observatorium und aus Moskau, Madrid und Rom.
Als Mahler 1845 starb, führte Merz das Unternehmen zunächst allein weiter, unterstützt von seinem langjährigen Mechaniker Rudolph Weiss (1809–1882). Da sein älterer Sohn Ludwig (1817–1858) eine Universitätskarriere anstrebte, nahm er zunächst seinen jüngeren Sohn Sigmund (1824–1908) in das Unternehmen auf, 1847 auch Ludwig. Das Unternehmen firmierte nun als Merz &  Söhne. Das Unternehmen nahm 1851 an der Londoner Weltausstellung teil. Nach dem Tod des Vaters 1867 verlegte Sigmund die Werkstätte in das Rückgebäude an der Blumenstraße, baute das Anwesen Müllerstraße zum Wohngebäude um und ließ die Büsten von Utzschneider und Fraunhofer an der Fassade anbringen. Die Glasschleiferei wurde 1875 eingestellt, nachdem man in der Blumenstraße eine Dampfmaschine zum Linsenschleifen installiert hatte. Bis in die 1870er Jahre war das Unternehmen führend bei der Herstellung großer Fernrohre, baute aber auch Mikroskope, und konzentrierte sich zunehmend auf Militäroptik und kleinere Astro-Spektroskope.
Die Optische Glashütte in Benediktbeuern wurde 1883 geschlossen.
1882 übergab Sigmund Merz das Geschäft seinen Vettern Jakob Merz (1833–1906) und Matthias Merz (1826–1883). Nachdem Matthias bereits 1883 gestorben war, führte Jakob es zwanzig Jahre lang allein weiter.
1903 verkaufte Jakob Merz das Unternehmen an Paul Zschokke (1853–1932), der von 1874 bis 1897 bei der Firma C. A. Steinheil & Söhne tätig gewesen war.
Die Familie Merz veräußerte 1907 das Anwesen an der Müllerstraße. Zschokke musste deshalb mit dem Unternehmen nach Pasing in die heutige August-Exter-Straße 21 umziehen. Mit dem Tod von Paul Zschokke 1932 endete die Geschichte der G. & S. Merz GmbH und des ehemaligen Optischen Instituts.